# The Boy in the Striped Pyjamas

Logo tiêu đề của bộ phim

The Boy in the Striped Pyjamas (phát hành với tên The Boy in the Striped Pajamas tại Bắc Mỹ; tạm dịch: Chú bé mang pyjama sọc) là một bộ phim bi kịch lịch sử năm 2008 do Mark Herman viết kịch bản kiêm đạo diễn, dựa trên tiểu thuyết cùng tên năm 2006 của John Boyne. Lấy bối cảnh Thế chiến thứ hai, bộ phim về cuộc thảm sát Holocaust tái hiện lại sự kinh hoàng của một trại hủy diệt qua con mắt trẻ thơ của hai cậu bé tám tuổi: Bruno (Asa Butterfield), con trai của một người lính Đức quốc xã, và Shmuel (Jack Scanlon), một tù nhân Do Thái. Bộ phim được phát hành tại Vương quốc Anh vào ngày 12 tháng 9 năm 2008.
The Boy in the Striped Pyjamas vấp phải sự chỉ trích từ một số nhà giáo dục Holocaust vì phản ánh sai sự thật và hướng khán giả dành sự thương cảm cho trọng tâm của câu chuyện là gia đình Đức Quốc xã hơn là các nạn nhân Do Thái của thảm hoạ diệt chủng Holocaust.

## Nội dung
Bruno là một cậu bé tám tuổi sống ở Berlin thuộc Đức Quốc xã trong Thế chiến thứ hai. Raft – cha cậu, một người lính Đức quốc xã, được thăng chức và chuyển công tác về "vùng nông thôn" (thực chất là sang Ba Lan, nơi lúc này đang bị Đức Quốc xã và Liên Xô chiếm đóng), ông đưa cả gia đình theo cùng. Tới nơi ở mới không hàng xóm, xa thị trấn và nhất là không có bạn bè để chơi cùng, Bruno trở nên cô đơn và buồn chán. Từ ô cửa sổ phòng, cậu nhìn thấy ở đằng xa những người mặc "đồ ngủ" sọc đang làm việc trong một nơi mà cậu tưởng là trang trại, không hề hay biết thực ra đó là một trại tập trung các tù nhân Do Thái. Cậu sau đó bị mẹ cấm chơi ở khu vườn sau nhà.
Ông Liszt, gia sư của Bruno và chị gái Gretel, giáo huấn cho hai chị em tư tưởng bài Do Thái và ủng hộ chế độ phát xít. Điều này cùng với tình cảm Gretel dành cho Trung úy Kurt Kotler – cấp dưới của Rafl, khiến cô trở nên cuồng chế độ tới mức dán đầy các áp phích chính trị và chân dung của Adolf Hitler lên tường phòng ngủ. Bruno cảm thấy khó hiểu vì người Do Thái duy nhất mà cậu biết – ông Pavel giúp việc của gia đình, người từng băng bó vết thương cho cậu khi cậu bị ngã từ xích đu, không giống với hình ảnh người Do Thái xấu xa mà thầy gia sư nói.
Lẻn vào khu rừng sau nhà chơi, Bruno bắt gặp Shmuel đang ngồi bên trong hàng rào kẽm gai bao quanh "trang trại". Hai đứa trẻ tám tuổi ngây ngô không hay biết gì về bản chất thực sự của trại làm bạn với nhau. Bruno nghĩ bộ đồng phục sọc mà Shmuel, Pavel và những người khác mặc là đồ ngủ, còn Shmuel tin rằng ông bà cậu mất ở bệnh viện trên đường đến đây. Bruno thường xuyên lẻn đến gặp Shmuel, mang thức ăn cho cậu và cùng chơi cờ. Shmuel tiết lộ với Bruno rằng cậu là một người Do Thái, được đưa đến trại này với cha mẹ mình.

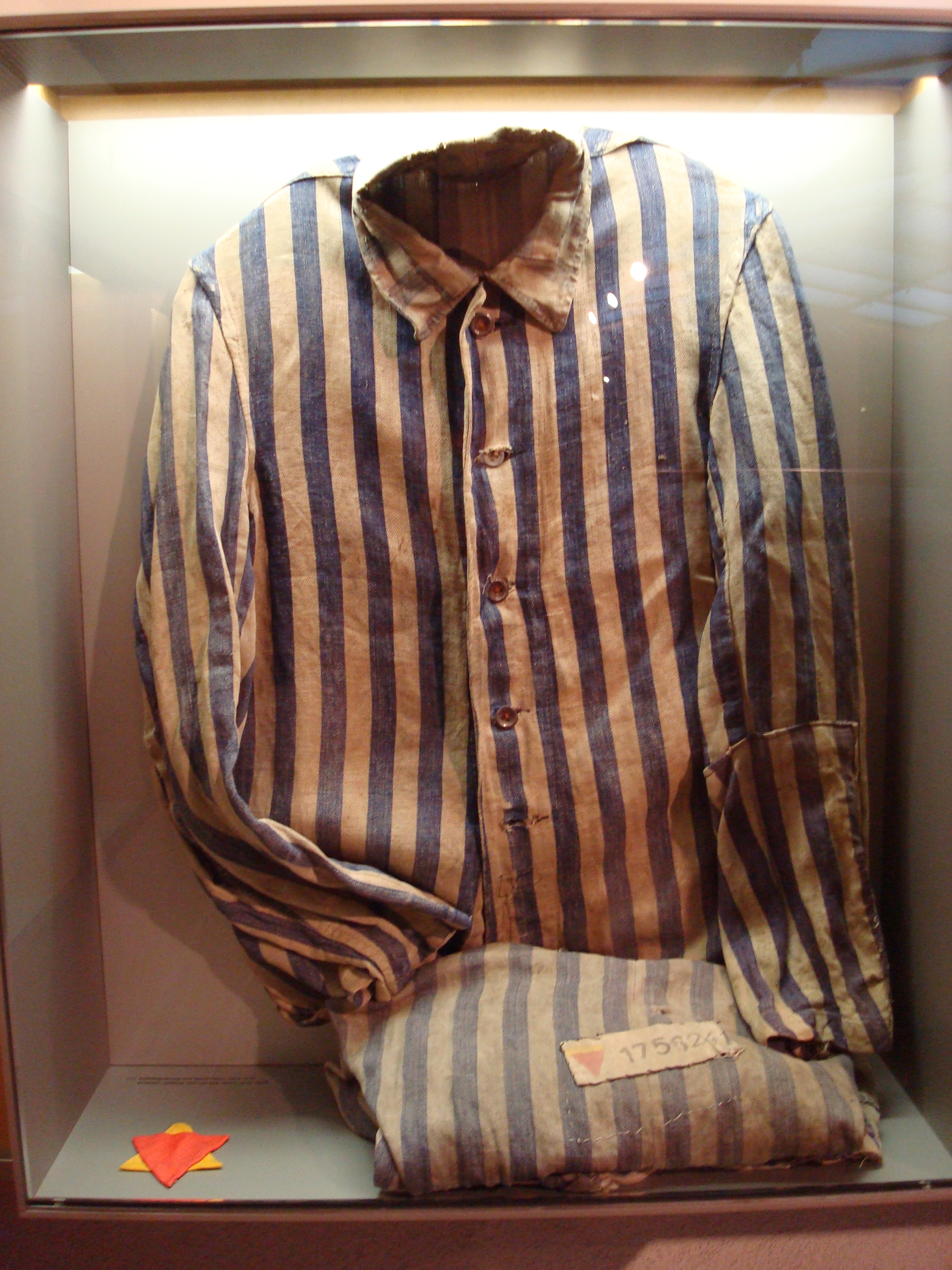
Quần áo của tù nhân trại tập trung Sachsenhausen

Elsa, mẹ của Bruno, phát hiện ra sự thật về nhiệm vụ của Ralf ở đây sau khi Kotler gián tiếp để lộ ra nguyên nhân mùi hôi bốc lên từ ống khói của trại là do họ thiêu xác các tù nhân Do Thái. Bà cãi nhau với chồng. Bữa tối hôm đó, sau khi Kotler miễn cưỡng thừa nhận rằng cha anh đã bỏ nhà sang Thụy Sĩ, Ralf nói với cấp dưới rằng lẽ ra anh phải thông báo cho chính quyền về việc cha anh phản đối chế độ. Mất thể diện, Kotler điên cuồng ra tay đánh Pavel đến chết vì làm đổ ly rượu.
Khi thấy Shmuel đang làm việc trong nhà mình, Bruno vui vẻ mời cậu chút bánh. Kotler bất ngờ đi vào, bắt gặp Shmuel đang nhai thức ăn. Cậu bé giải thích rằng được Bruno đưa bánh cho, nhưng Bruno chối vì hoảng sợ. Nghe vậy, Kotler nói với Shmuel rằng họ sẽ "trò chuyện" riêng sau. Xem trộm được một đoạn phim sai sự thật về trại, trong đó các tù nhân được chơi thể thao, có quán cà phê và các buổi hòa nhạc, Bruno tưởng đó là thật và chạy đến ôm cha mình. Kotler bị đưa ra tiền tuyến vì không kịp thời thông báo cho chính quyền về cha anh. Ngày nào Bruno cũng đến hàng rào để tìm Shmuel, còn Shmuel, sau nhiều ngày biến mất, xuất hiện trở lại với một bên mắt thâm tím do Kotler gây ra. Bruno xin lỗi Shmuel và được cậu tha thứ, hai đứa trẻ làm lành với nhau.
Sau đám tang mẹ mình, người thiệt mạng trong một cuộc không kích bằng bom của quân Đồng Minh xuống Berlin, Ralf nói với Bruno và Gretel rằng hai chị em sẽ cùng mẹ đến ở với một người họ hàng vì ở đó an toàn hơn. Buổi sáng họ chuẩn bị chuyển đi, Bruno vì muốn cùng Shmuel tìm người cha đột ngột biến mất của cậu để chuộc lại lỗi lầm nên đã chui vào trại qua cái hố nhỏ mà cậu đào dưới chân hàng rào điện, thay bộ trang phục kẻ sọc của tù nhân và đội mũ để che đi phần đầu chưa cạo. Cậu tỏ ra kinh ngạc khi thấy quang cảnh tiêu điều bên trong trại. Hai cậu bé cùng các tù nhân khác đột ngột bị các Sonderkommando giải đi.
Elsa và Gretel tìm khắp nhà nhưng không thấy Bruno, người mẹ xông vào cuộc họp của chồng để báo cho ông rằng con trai họ đã mất tích. Gretel nhìn thấy chiếc bánh kẹp thịt mà Bruno đánh rơi khi định mang cho Shmuel, họ chạy vào khu rừng sau nhà để tìm kiếm. Họ tìm thấy quần áo mà Bruno bỏ lại bên ngoài hàng rào, bên cạnh chiếc hố nhỏ. Ralf lao vào trại. Trong phòng thay đồ, Bruno, Shmuel và các tù nhân được yêu cầu cởi bỏ trang phục để đi "tắm". Họ bị dồn vào một phòng hơi ngạt. Khi một người lính Schutzstaffel đổ các viên Zyklon B vào bên trong phòng, các tù nhân kêu la vì hoảng loạn, còn Bruno và Shmuel nắm chặt lấy tay nhau. Ralf nhận ra rằng các tù nhân đang bị đầu độc khí, ông gào lên tên con trai mình. Nghe thấy thế, Elsa ngã gục xuống bộ quần áo của Bruno mà khóc trong tuyệt vọng và đau đớn. Bộ phim kết thúc với hình ảnh cánh cửa phòng hơi ngạt đóng chặt, lặng yên không còn một tiếng kêu, đồng nghĩa với việc tất cả các tù nhân, bao gồm cả Bruno và Shmuel, đều đã chết.

## Diễn viên
- Asa Butterfield vai cậu bé Bruno tám tuổi ngây thơ, thích đọc sách thám hiểm, con trai của một người lính Đức Quốc xã
- Jack Scanlon vai Shmuel, một cậu bé người Do Thái bị đưa đến trại tập trung
- Vera Farmiga vai mẹ của Bruno
- David Thewlis vai cha của Bruno, một người lính Đức Quốc xã
- Amber Beattie vai Gretel, chị gái 12 tuổi của Bruno
- Rupert Friend vai Trung úy Kotler, cấp dưới của Ralf
- David Hayman vai Pavel, một ông cụ người Do Thái hầu hạ cho nhà Bruno
- Sheila Hancock  vai bà nội của Bruno
- Richard Johnson vai ông nội của Bruno
- Cara Horgan vai Maria, cô giúp việc của gia đình Bruno
- Jim Norton vai ông Liszt, thầy gia sư của hai chị em Bruno

## Sản xuất
Bộ phim ghi hình từ ngày 29 tháng 4 đến ngày 7 tháng 7 năm 2007 tại Budapest, Hungary, trong đó bao gồm một số địa điểm như nghĩa trang Kerepesi và lâu đài Sacelláry. Các cảnh trong nhà quay tại Fót Studios, Budapest. Khâu hậu kỳ được hoàn thành tại London. Tổng chi phí sản xuất rơi vào khoảng 13 triệu USD.

## Đón nhận

### Đánh giá chuyên môn
Trên hệ thống tổng hợp kết quả đánh giá Rotten Tomatoes, bộ phim có tỷ lệ đánh giá tích cực 64% dựa trên 142 nhận xét, với điểm trung bình là 6,30/10. Phần đánh giá chung của phim trên trang web này có nội dung: "Một bộ phim gia đình đầy cảm động và ám ảnh nói về cuộc thảm sát Holocaust theo cách đầy thu hút và khác thường, với cái kết là một bước ngoặt quá đỗi tàn nhẫn." Trên trang Metacritic, số điểm trung bình của phim là 55/100 dựa trên đánh giá của 28 nhà phê bình, cho thấy "các đánh giá trái chiều hoặc ở mức trung bình".
James Christopher của The Times gọi The Boy in the Striped Pyjamas là "một bộ phim gây xúc động mạnh. Và cũng rất giàu sức ảnh hưởng nữa". Kelly Jane Torrance từ tờ Washington Times cũng cho rằng tác phẩm rất cảm động, đồng thời có được lối kể chuyện hay. Viết cho Chicago Sun-Times, Roger Ebert thấy bộ phim không chỉ đơn giản tái hiện lại nước Đức thời chiến tranh mà còn về "một hệ thống tư tưởng tồn tại như thể virus".
Manohla Dargis của The New York Times cho rằng bộ phim "tầm thường hóa, phớt lờ hoá, sến súa hóa, thương mại hóa và lợi dụng [cuộc thảm sát Holocaust] chỉ vì bi kịch của một gia đình Đức Quốc xã". Ty Burr của The Boston Globe dù có một vài chỉ trích dành cho bộ phim nhưng đưa ra kết luận rằng "điều khiến 'The Boy in the Striped Pajamas' không bị sến sẩm là sự logic vừa lạnh lùng vừa sắc sảo trong lối kể chuyện của Herman".

### Góc nhìn học thuật
Giới học giả chỉ trích bộ phim vì đã che giấu sự thật lịch sử về cuộc thảm sát Holocaust, cũng như bình đẳng hóa các nạn nhân và thủ phạm gây ra vụ thảm sát này. Ví dụ như ở cuối phim, việc khắc họa nỗi đau của gia đình Bruno dễ khiến khán giả dành sự cảm thông cho những kẻ gây ra thảm họa Holocaust.:125 Nhà giáo dục Holocaust Michael Grey cho rằng bộ phim thiếu tính xác thực và ẩn chứa nhiều điều viển vông vì trên thực tế trẻ em bị sát hại ngay khi đặt chân đến trại tập trung Auschwitz và chúng hoàn toàn không được tiếp xúc với người ngoài.:121–123 Tuy nhiên, theo ghi chép của Đức Quốc xã, ở trại này có 619 bé trai, nhiều em trong số đó cùng tất cả các bé gái đều bị đầu độc khí ngay khi đến trại. Một nghiên cứu của Trung tâm Giáo dục Holocaust thuộc Đại học Cao đẳng London chỉ ra The Boy in the Striped Pyjamas "có tác động lớn và rất xấu đến việc người trẻ tìm hiểu về giai đoạn lịch sử phức tạp này". Dù vậy, một nghiên cứu mới đây hơn cho thấy cách khán giả nhìn nhận về bộ phim chủ yếu dựa trên những hiểu biết và niềm tin sẵn có của họ.:173
Nghiên cứu của Michael Grey cho thấy hơn ba phần tư học sinh Anh Quốc (từ 13–14 tuổi) trên tổng số các đối tượng nghiên cứu của ông đã tiếp xúc với The Boy in the Striped Pyjamas, nhiều hơn hẳn so với cuốn sách Nhật ký Anne Frank. Bộ phim có sức ảnh hưởng đáng kể lên nhận thức và niềm tin của nhiều trẻ em về thảm họa Holocaust.:114 Các em tin rằng câu chuyện chứa nhiều thông tin hữu ích về Holocaust và tái hiện chuẩn xác các sự kiện có thực. Đa số tin rằng tác phẩm dựa trên một câu chuyện có thật.:115–116 Grey cũng phát hiện ra rằng nhiều học sinh đã rút ra những suy luận sai lầm từ bộ phim, chẳng hạn như vì nhà Bruno không biết gì về Holocaust nên người dân Đức cũng vậy, hoặc vì một đứa trẻ Đức Quốc xã đã vô tình bị đầu độc khí nên Holocaust được chấm dứt.:117 Những học sinh khác cho rằng người Do Thái đã tình nguyện đến các trại tập trung vì họ bị lừa bởi sự truyền giáo của Đức Quốc xã, chứ không phải là bị vây bắt và trục xuất một cách bạo lực.:119 Grey khuyên trẻ em chỉ nên đọc The Boy in the Striped Pyjamas sau khi đã có những hiểu biết nhất định về Holocaust, như vậy sẽ khó bị cuốn sách làm cho hiểu lầm,:131 trong khi Bảo tàng Auschwitz-Birkenau khẳng định đây là một cuốn sách/bộ phim nên tránh hoàn toàn, cũng như khuyến khích dành sự ưu tiên cho các hồi ký và tác phẩm của những tác giả người Do Thái.

### Giải thưởng
| Năm  | Giải thưởng                          | Hạng mục                                                 | Đề cử cho                       | Kết quả   |
| ---- | ------------------------------------ | -------------------------------------------------------- | ------------------------------- | --------- |
| 2008 | Giải Phim độc lập Anh                | Nữ diễn viên xuất sắc nhất                               | Vera Farmiga                    | Đoạt giải |
| 2008 | Giải Phim độc lập Anh                | Đạo diễn xuất sắc nhất                                   | Mark Herman                     | Đề cử     |
| 2008 | Giải Phim độc lập Anh                | Diễn viên mới triển vọng nhất                            | Asa Butterfield                 | Đề cử     |
| 2009 | Premio Goya                          | Phim châu Âu hay nhất                                    | The Boy in the Striped Pyjamas  | Đề cử     |
| 2009 | Giải Điện ảnh và Truyền hình Ireland | Phim nước ngoài hay nhất                                 | The Boy in the Striped Pyjamas  | Đề cử     |
| 2009 | Giải Nghệ sĩ trẻ                     | Diễn viên chính xuất sắc nhất (phim điện ảnh nước ngoài) | Asa Butterfield và Jack Scanlon | Đề cử     |